# Polinago
Polinago (Pulinêg in dialetto frignanese) è un comune italiano di 1 595 abitanti della provincia di Modena in Emilia-Romagna, situato a sud del capoluogo.
Fa parte dell'unione dei comuni del Frignano.

## Geografia fisica
Il territorio comunale, compreso nella valle del torrente Rossenna, affluente del fiume Secchia, è prevalentemente di natura collinare, con alcune eccezioni rappresentate da tratti scoscesi e lastroni calcarei (nella frazione di Gombola). L'utilizzo del suolo è in prevalenza agricolo; sono inoltre presenti ampie zone boschive a roveri, querce e castagni. La zona settentrionale è caratterizzata dalla presenza di roccia arenaria e soffici terreni sabbiosi che hanno dato origine ad una fitta selva di faggi e pioppi, in cui è immersa la pittoresca frazione di Brandola.
La fauna selvatica, incrementatasi in tempi recenti, comprende cinghiali, volpi, caprioli, fagiani, rapaci e varie specie ittiche nei torrenti e laghi.
L'altimetria spazia da una quota di circa 300 metri fino a 1053 metri, raggiunti dalla cima del monte San Martino. In prossimità delle pendici meridionali di quest'ultimo sorge il nucleo abitativo principale, in cui si concentra circa un terzo della popolazione. Da questa posizione si può godere tra le colline una suggestiva vista del monte Cimone.
Le frazioni principali comprendono ancora resti di antiche fortificazioni, edificate in posizioni dominanti e facilmente difendibili, come ben testimoniato dal castello di Gombola.

## Storia
La storia antica di Polinago si accomuna quella di tutto il territorio del Frignano. I rilievi appenninici sono serviti da rifugio per le popolazioni liguri dei Friniati ed i popoli Celti, in fuga dall'espansione dell'Impero romano. Successivamente altri popoli arrivarono spinti dall'avanzare dell'invasioni barbariche.
Il nome Polinagus compare per la prima volta in un documento del 931 conservato all'archivio capitolare di Modena. Le più antiche notizie della Pieve di Polinago risalgono invece al 1013, anche se all'epoca il centro era abitato da pochissime famiglie, ben più piccolo di diverse sue attuali frazioni.
Durante il periodo medioevale la zona fu soggetta al dominio di potenti famiglie, dapprima i conti Da Gombola (di cui rimane il castello nella frazione di Gombola) e quindi la famiglia Montecuccoli di Pavullo. Fino al Risorgimento Polinago fece parte del ducato degli Este.
Dopo il periodo napoleonico Polinago diventa comune autonomo, tranne che per un breve periodo nel XIX secolo, durante il quale è annesso al comune di Sassuolo.
Durante la seconda guerra mondiale il territorio comunale fu teatro di violenti scontri, anche per la vicinanza alla linea Gotica. Durante uno di questi cadde in combattimento a Picciniera di Gombola Franco Cesana, un ragazzo ebreo di 12 anni, considerato il più giovane partigiano d'Italia, medaglia di bronzo al valor militare. Il 12 ottobre 1944 il paese subì una rappresaglia nazista e fu in parte distrutto.
Il dopoguerra è stato caratterizzato da una forte emigrazione verso città del nord Italia, che ha spopolato il centro abitato e gran parte delle frazioni. Una tendenza di ripresa demografica si sta avendo in seguito alla progressiva meccanizzazione dell'agricoltura e allo sviluppo dell'industria ceramica nella vicina Sassuolo, ove sono impiegati molti pendolari polinaghesi.

## Monumenti e luoghi d'interesse

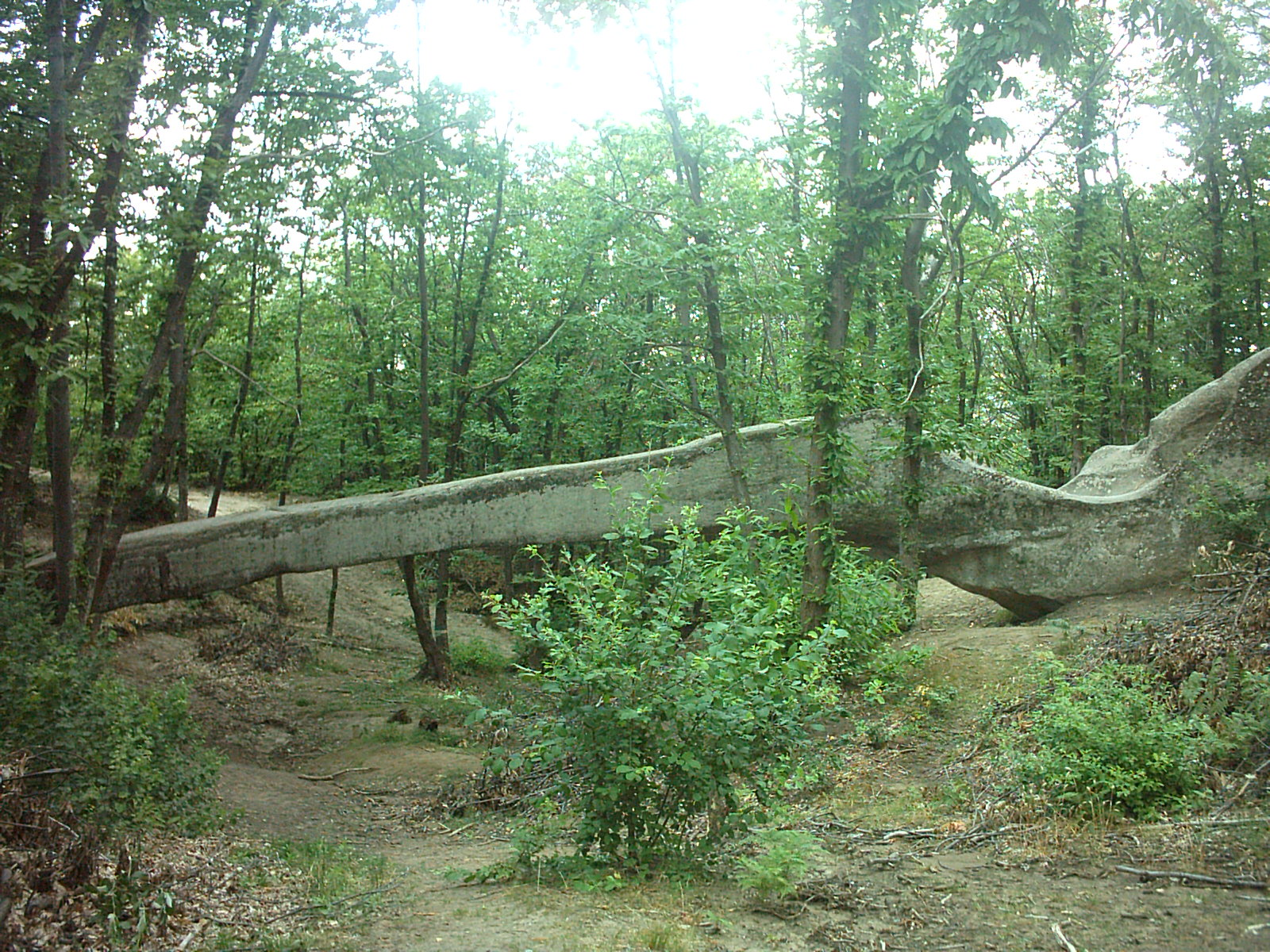
Ponte del Diavolo

Nella territorio comunale di Polinago, in prossimità del punto di incontro con i comuni di Lama Mocogno e Pavullo nel Frignano, si trova il ponte d'Ercole o ponte del Diavolo, una caratteristica struttura naturale.
Si tratta di un monolite di roccia arenaria immerso in una fitta boscaglia, modellato dall'erosione a forma di arco. Il ponte è percorribile a piedi, anche se non attraversa alcun ostacolo ma solo una depressione, in cui durante le piogge ruscella l'acqua che probabilmente ha contribuito alla modellazione della struttura.
Il sito, in cui sono stati rinvenuti anche insediamenti e necropoli del periodo romano, è raggiungibile dalla frazione di Brandola in due ore di trekking leggero, oppure più comodamente dal comune di Lama Mocogno.
Nella parte più a nord del comune, in prossimità della borgata Casa Matteazzi, è presente un fenomeno geofisico consistente nella risalita di fango freddo misto a gas vari, chiamato Salsa della Canalina.
Questo è in realtà uno dei primi fenomeni di questo tipo che si incontrano muovendosi in direzione di Sassuolo, dove questi fenomeni si intensificano fino a culminare nella Riserva naturale salse di Nirano e le terme della Salvarola.
Bagni di Brandola località nella frazione Brandola di Polinago, da sempre fin dal Medioevo la zona è caratterizzata dalla presenza di acqua termale e qualità curative documentata dal cinquecento, sfruttata in maniera elevata dalla Famiglia Pio di Savoia Signori di Sassuolo e Carpi che nella zona erano sotto lo Stato dei Pio del Principe Marco III Pio di Savoia. La località è raffigurata nella Sala delle Vedute del Castello di Spezzano (MO). Immersa nel bosco, a pochi passi dalla Ca' Vecchia e da Messer Polo, è situata una sorgente di acqua sulfurea già conosciuta in epoca etrusca e romana. Il toponimo è probabilmente origina dalla parola latina balneum e si può ipotizzare in quest'area la presenza di un insediamento romano. La sorgente è inserita in uno splendido contesto naturale tra una rigogliosa vetazione con sentieri e torrenti. La notorietà dell'acqua di Brandola è legata agli eventi del 1448 come narra il libro "De Medicalis aquis" del 1564 dell'anatomista modenese Gabriele Falloppia. La zona era funestata da un'epidemia bovina con gravi conseguenze per la già povera economia locale. Qualcuno però notò che gli animali che si abbeveravano con l'acqua della sorgente guarivano. Il signore di Brandola, Galasso Pio, invio un campione di acqua al rinomato medico Michele Savonarola, nonno del famoso frate Girolamo Savonarola. L'analisi confermò le virtù terapeutiche dell'acqua. Altri studiosi si sono occupati delle proprietà curative dell'acqua di Brandola, tra questi il medico Domenico Vandelli con la sua dissertazione del 1763. Alcuni sostengono che quest'acqua sia stata la prima in Italia ad essere imbottigliata e venduta per le sue caratteristiche benefiche e anche la prima ad essere stata contraffatta.
Nella frazione di San Martino Vallata, in località Cà de' Rossi, si distingue il Palazzo Ciatti con le sue torri. La tradizione, non documentata, vuole che venissero donate da Matilde di Canossa poco prima della morte (1115) ai feudatari Da Gomola. Esse fecero parte del sistema di avvistamento del castello di Gombola per tutto il medioevo. Nel rinascimento la famiglia Ciatti qui costruì la sua dimora signorile, che incorpora le torri e per questo viene definita "il castello".

## Società

### Evoluzione demografica
Abitanti censiti

## Economia
Molto importante è l'allevamento di bestiame da latte destinato alla produzione del formaggio Parmigiano-Reggiano, svolta all'interno di caseifici gestiti da cooperative di allevatori. A questo scopo, buona parte del territorio è destinata alla coltivazione di foraggio. Presenza importante è anche l'allevamento di bovini di carne.
La produzione artigianale ed industriale è rappresentata da diverse aziende operanti nei settori manifatturieri, meccanici, falegnameria e ceramiche (piastrelle da rivestimento).
Meno sviluppati sono i settori commerciali e del turismo.

### Turismo
L'attività turistica è concentrata in prevalenza nel periodo estivo (nel comune non sono presenti impianti sciistici) e limitato dal fatto che Polinago non è attraversato da importanti vie di comunicazione, come avviene invece per i comuni limitrofi. 
Attrattive principali sono rappresentate da trattorie ed agriturismi, nonché un ambiente naturale tranquillo ed ideale per trekking, mountain bike ed escursioni a cavallo, su sentieri ben segnati. Nel mese di agosto si svolgono nel comune e nelle frazioni diverse iniziative culturali, tra cui la millenaria fiera di S. Rocco il 16 agosto.
Altro motivo di interesse sono i numerosi castelli presenti in zona; primo tra tutti il castello di Brandola, già citato in documenti dell'XI secolo, che comprende una torre campanaria e la podesteria che conserva una reggia scolpita datata 1483,  il castello di Gombola, a precipizio sul fiume,  il castello di Talbignano e la pieve di Polinago, che risale all'XI secolo.

## Amministrazione
| Periodo         | Periodo         | Primo cittadino      | Partito                                   | Carica      | Note        |
| --------------- | --------------- | -------------------- | ----------------------------------------- | ----------- | ----------- |
| 12 maggio 1985  | 22 aprile 1995  | Ermenegildo Casolari | Democrazia Cristiana                      | Sindaco     | [ 8 ]       |
| 23 aprile 1995  | 12 giugno 2004  | Gian Domenico Tomei  | lista civica                              | Sindaco     | [ 8 ]       |
| 13 giugno 2004  | 6 giugno 2009   | Mara Marasti         | lista civica                              | Sindaco     | [ 8 ]       |
| 7 giugno 2009   | 24 ottobre 2012 | Armando Cabri        | PDL – Lega Nord                           | Sindaco     | [ 8 ] [ 9 ] |
| 25 ottobre 2012 | 25 maggio 2013  | Pier Luigi Piva      |                                           | Comm. pref. | [ 8 ]       |
| 26 maggio 2013  | 10 giugno 2018  | Gian Domenico Tomei  | lista civica Insieme per Polinago         | Sindaco     | [ 8 ]       |
| 11 giugno 2018  | 15 maggio 2023  | Gian Domenico Tomei  | lista civica Progetto Polinago            | Sindaco     | [ 8 ]       |
| 16 maggio 2023  | in carica       | Simona Magnani       | lista civica Noi Polinago Magnani Sindaco | Sindaco     | [ 8 ]       |

## Sport
Nel centro comunale sono presenti diversi impianti sportivi, tra cui un campo da calcio con illuminazione notturna utilizzato anche per l'allenamento di squadre in ritiro, un campo da calcetto in erba sintetica, un campo da tennis, un campo da beach-volley e campi da bocce coperti. Ulteriori impianti sportivi presenti nel territorio sono: una pista (treppi) per il lancio del ruzzolone (sport caratteristico in cui si fa rotolare un disco di legno lungo un percorso), campi per il lancio della piastrella, un regolamentare campo di tiro al piattello ed un maneggio attrezzato con arena scoperta in sabbia.